# أندريا إيكاردي
أندريا إيكاردي (بالإيطالية: Andrea Icardi)‏ هو مدرب كرة قدم ولاعب كرة قدم إيطالي في مركز الوسط، ولد في 14 يونيو 1963 في ميلانو في إيطاليا. شارك مع منتخب إيطاليا تحت 20 سنة لكرة القدم ومنتخب إيطاليا تحت 21 سنة لكرة القدم. أما مع النوادي، فقد لعب مع أتالانتا وإيه سي ميلان وماركوني ستاليونز ونادي لاتسيو وهيلاس فيرونا.

## وصلات خارجية
- أندريا إيكاردي على موقع قاعدة بيانات كرة القدم.إي يو (الإنجليزية)
- أندريا إيكاردي على موقع عالم كرة القدم.نت (الإنجليزية)